# Hyginus (miệng hố)
Hyginus là một hõm chảo nhỏ trên Mặt Trăng nằm ở đầu phía đông Sinus Medii. Nó được đặt theo tên của nhà thiên văn học người La Mã cổ đại là Gaius Julius Hyginus. Vành của nó bị rãnh Rima Hyginus dài và thẳng chia tách, cấu trúc này phân nhánh về phía tây bắc và về phía đông-đông nam với tổng chiều dài 220 km. Hõm chảo này sâu hơn rãnh Rima Hyginus, và nằm ở khúc quanh nơi chúng giao nhau. Hõm chảo Hyginus và rãnh Rima Hyginus cùng nhau tạo thành một đặc trưng nổi bật và khác biệt trong một khu vực về cơ bản là có bề mặt phẳng. Các hố nhỏ hơn cũng có thể thấy rõ dọc theo chiều dài của rãnh này, có lẽ là do sự sụp đổ của một cấu trúc bên dưới gây ra.
Hyginus là một trong số rất ít các hố trên Mặt Trăng không do va chạm tạo ra, mà thay vào đó được cho là có nguồn gốc từ núi lửa. Nó thiếu vành ngoài nâng lên, một đặc điểm điển hình của các hố va chạm.
Hyginus cũng được coi là một địa điểm hạ cánh khả thi trong Chương trình Apollo, vì người ta tin rằng nó có thể là một địa điểm của núi lửa đang hoạt động.

## Hình ảnh

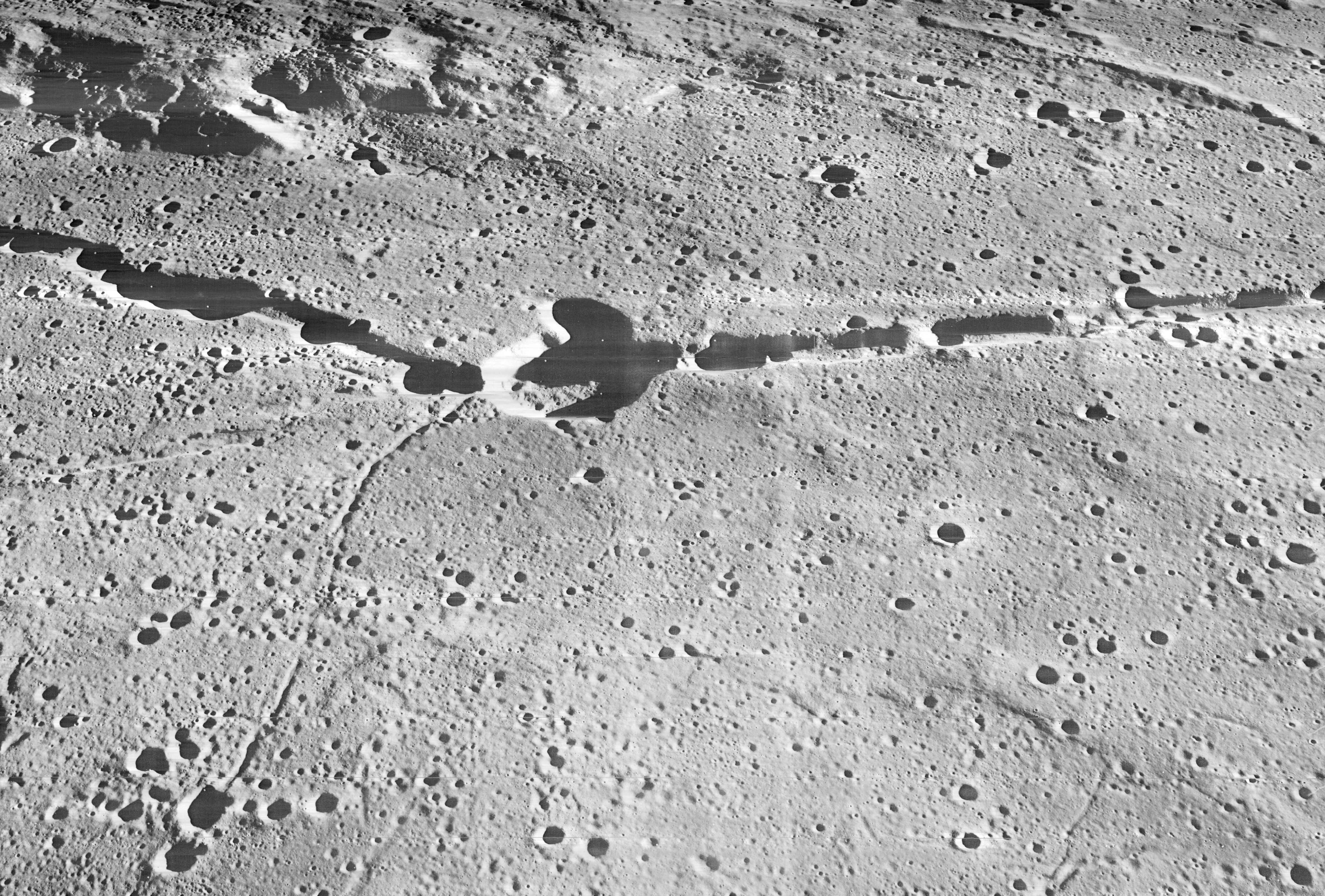
Hình ảnh Lunar Orbiter 3
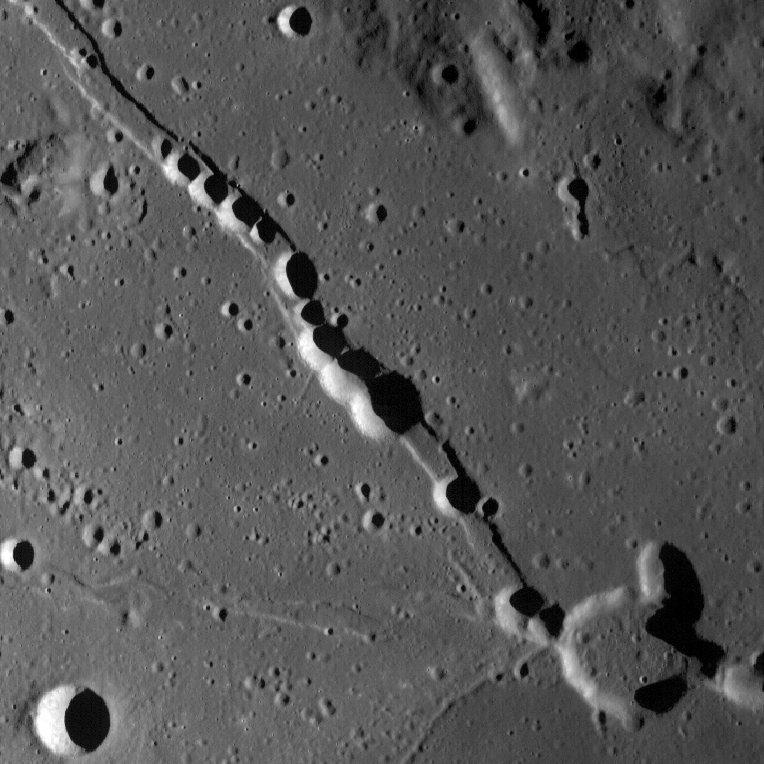
Hình ảnh LRO của Hyginus (phía dưới bên phải) và một phần của Rima Hyginus
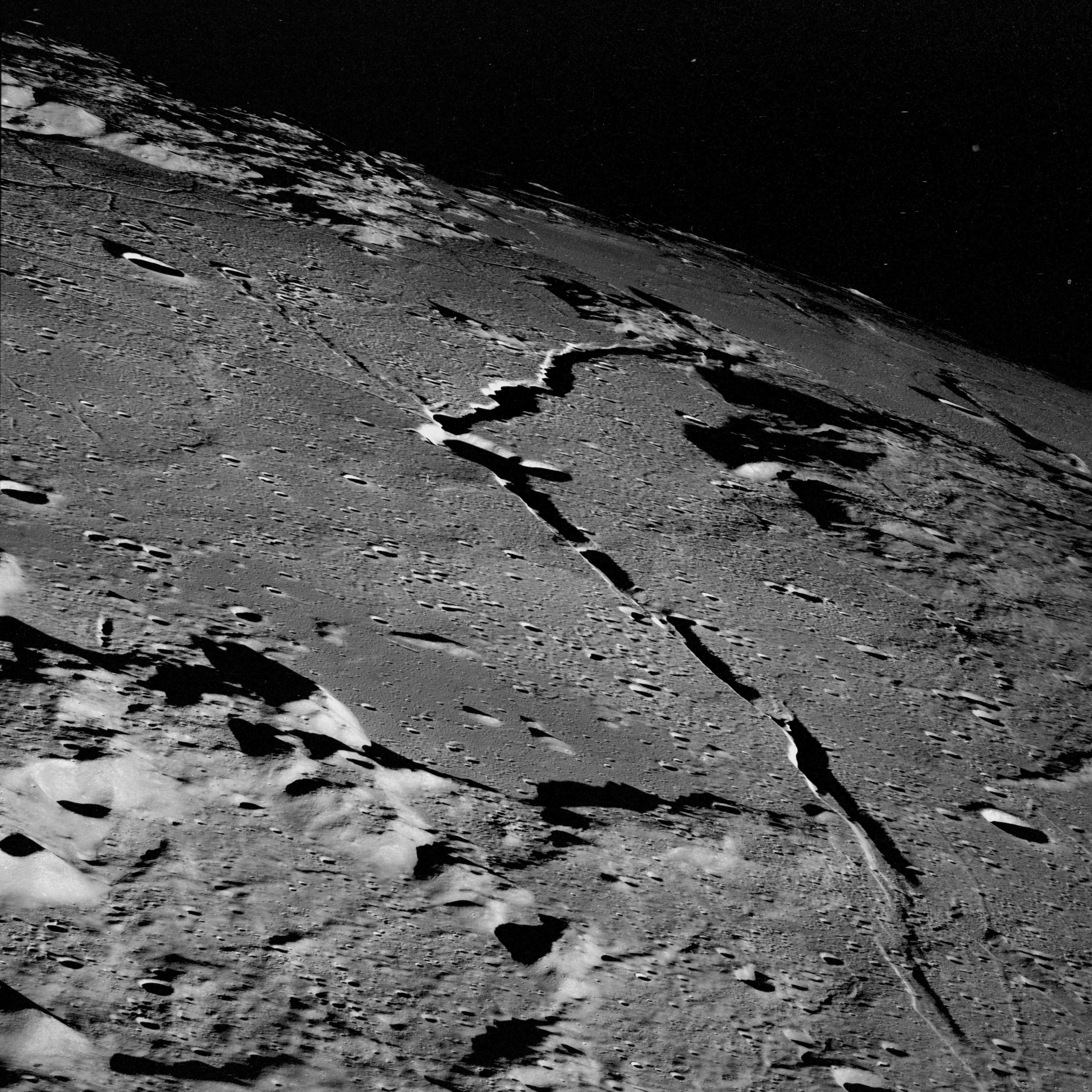
Nhìn xiên từ Apollo 10
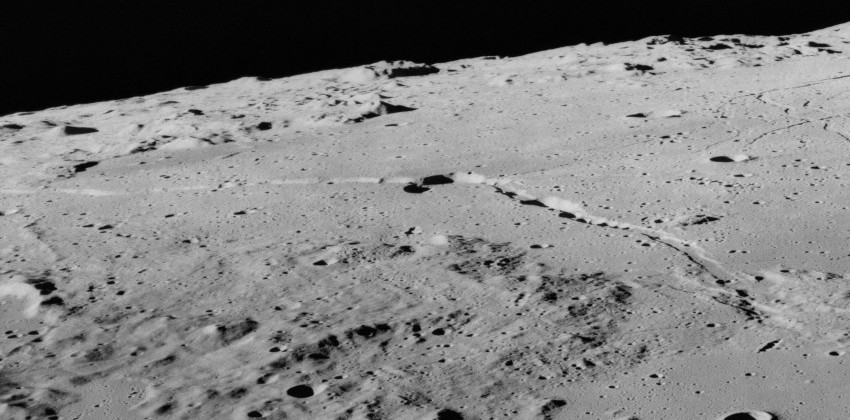
Nhìn xiên từ Apollo 17

## Hố vệ tinh
Theo quy ước, các đặc trưng này được xác định trên bản đồ mặt trăng bằng cách đặt chữ cái ở bên cạnh điểm giữa hố gần nhất với Hyginus.
| Hyginus | Vĩ độ   | Kinh độ | Đường kính |
| ------- | ------- | ------- | ---------- |
| A       | 6,3° B  | 5,7° Đ  | 8 km       |
| B       | 7,6° B  | 5,1° Đ  | 6 km       |
| C       | 7,7° B  | 8,3° Đ  | 5 km       |
| D       | 11,4° B | 4,3° Đ  | 5 km       |
| E       | 8,7° B  | 8,5° Đ  | 4 km       |
| F       | 8,0° B  | 8,6° Đ  | 4 km       |
| G       | 11,0° B | 6,0° Đ  | 4 km       |
| H       | 6,0° B  | 7,0° Đ  | 4 km       |
| N       | 10,5° B | 7,4° Đ  | 11 km      |
| S       | 6,4° B  | 8,0° Đ  | 29 km      |
| W       | 9,7° B  | 7,7° Đ  | 22 km      |
| Z       | 8,0° B  | 9,5° Đ  | 28 km      |